# Iglesia de Nuestra Señora del Rosario (Chonchi)
La Iglesia Nuestra Señora del Rosario, también conocida como Iglesia de San Carlos Borromeo o simplemente como Iglesia de Chonchi, es un templo católico ubicado en Chonchi, Chile que forma parte del grupo de 16 iglesias de madera de Chiloé calificadas como Monumento Nacional de Chile y reconocidas como Patrimonio de la Humanidad por la Unesco. Se ubica a un costado de la plaza de la ciudad de Chonchi, en la Isla Grande de Chiloé y es la sede de la parroquia San Carlos, una de las 24 que forman parte de la diócesis de Ancud.

## Historia
La misión "San Carlos de Chonchi" fue creada por los misioneros jesuitas en 1764 para evangelizar a los indígenas payos que habitaban la costa entre Chonchi y las cercanía del actual Quellón. Para 1767 existen registros de una iglesia en el sitio y en 1849 el Obispo de Ancud comentó que la iglesia jesuítica se hallaba en reparaciones, si bien 5 años más tarde, en 1854, el Intendente de Chiloé la consideró en estado «ruinoso». No obstante, otros datos apuntan a que la primitiva iglesia del siglo XVIII se habría derrumbado y que la actual dataría de 1859 o de fines del s. XIX.
A lo largo del siglo XX se le fueron haciendo reparaciones y modificaciones sucesivas, entre las que se cuentan el reemplazo del techo de madera por planchas metálicas, lo mismo que en el revestimiento de la torre, además de cubrirse con pintura las partes policromadas del interior.
Entre 1995 y 1997 se realizaron reparaciones para mejorar las fundaciones, contar con drenaje y mejorar los pisos, por lo que al momento de ser declarada Patrimonio de la Humanidad, se hallaba en un estado relativamente bueno. Sin embargo, el 14 de marzo de 2002 hubo un temporal de lluvia y viento que derribó su torre y parte de la fachada. Los fondos destinados no cubrieron los costos y el restablecimiento del campanario tardó más de dos años.[cita requerida]
Algunas de las imágenes del templo sufrieron daños por el terremoto de diciembre de 2016.

## Descripción
Como casi todas las iglesias tradicionales de Chiloé, está compuesta por un edificio rectangular con techo a dos aguas y un pórtico con arcos falsos y una torre-campanario. Su interior está dividido en tres naves, separadas por líneas de pilares, también con arcos falsos; la nave central tiene el cielo semicircular, mientras las naves laterales lo tienen plano. A diferencia de la mayoría de iglesias chilotas, el púlpito se conserva y está suspendido de uno de los pilares que separa la nave central de la izquierda (miradas desde la entrada).

### Exterior
Las paredes laterales están revestidas de traslapo y el techo de planchas galvanizadas. La fachada da al sur, hacia "Centenario", la calle principal de Chonchi y está pintada en azul claro y amarillo. El pórtico está formado por seis columnas de sección cuadrada que sostienen un dintel oculto y están recubiertas de tablas para darles el aspecto de pilares cilíndricos con capiteles y formando arcos; estos son alternados, de medio punto (semicirculares) los dos exteriores y el central, y elípticos los otros dos.